# Llei de llengües d'Aragó (2013)
La Llei de llengües d'Aragó aprovada el 9 de maig del 2013 amb el nom Llei d'ús, protecció, promoció de les llengües i modalitats lingüístiques pròpies va ser aprovada amb els vots de PP i PAR. Aquesta segona llei va derogar la primera Llei de llengües d'Aragó del 2009 (PSOE i CHA), oficialment Llei 10/2009, de 22 de desembre, d'ús, protecció i promoció de les llengües pròpies d'Aragó. La nova llei es va popularitzar per erradicar el reconeixement de la realitat trilingüe d'Aragó, i l'aragonès i el català com a llengües pròpies. Només es reconeixia el català com a Lengua Aragonesa Propia del Área Oriental (LAPAO), i l'aragonès com a Lengua Aragonesa Propia del Área Pirenaica y Prepirenaica (LAPAPYP).

## Evolució
- Llei de llengües d'Aragó prèvia, de 2009 (PSOE i CHA).
- Llei 3/1999, de 10 de març, del Patrimoni Cultural Aragonès, article 4: L'aragonès i el català, llengües minoritàries d'Aragó, en l'àmbit de les quals estan compreses les diverses modalitats lingüístiques, són una riquesa cultural pròpia i seran especialment protegides per l'Administració.
- Llei Orgànica 5/1996, de 30 de Desembre, de reforma de la Llei Orgànica 8/1992, de 10 d'agost, d'Estatut d'Autonomia d'Aragó, modificada per Llei Orgànica 6/1994, de 24 de març, de reforma d'aquest Estatut, article 7: Les llengües i modalitats lingüístiques pròpies d'Aragó gaudiran de protecció. Es garantirà el seu ensenyament i el dret dels parlants en la forma que estableixi una Llei de Corts d'Aragó per a les zones d'utilització predominant d'aquelles.

El 18 de juny de 2012, la consellera de cultura del govern aragonès, Dolores Serrat Moré va presentar l'esborrany de la nova Llei de llengües que vol aplicar el Partit Popular al conjunt del territori. A més d'introduir-hi canvis molt desfavorables a les llengües pròpies d'Aragó s'hi parlava de "llengua aragonesa pròpia de l'àrea oriental de la Comunitat Autònoma" en comptes de "català", la qual cosa generà un debat i una crispació important a Aragó o els territoris de llengua catalana. Aquest esborrany va donar peu a la segona Llei de llengües d'Aragó (2013, PP i PAR).
La majoria dels municipis de la Franja de Ponent, més de 30, es posicionaren en contra de la nova llei. PSOE, Izquierda Unida, ICV-EUiA, CHA, CiU i ERC, que s'oposaven a les noves denominacions del català i de l'aragonès, van recórrer la llei. L'Acadèmia de Bones Lletres de Barcelona sol·licità que es restablira la denominació de català.

## Derogació
Aquesta situació va quedar esmenada amb la Llei 2/2016 d'Aragó, que en l'article 35 modifica la legislació prèvia per indicar que L'aragonès i el català d'Aragó, en què estan incloses les seves varietats dialectals, són les llengües i modalitats lingüístiques pròpies a què es refereix l'article 7 de l'Estatut d'Autonomia d'Aragó. A partir d'aquesta Llei, l'any 2018 es va crear l'Institut Aragonès del Català com a òrgan del Govern d'Aragó en l'àmbit de la llengua catalana a l'Aragó.